# Graphium idaeoides
Graphium idaeoides är en fjärilsart som först beskrevs av William Chapman Hewitson 1853.  Graphium idaeoides ingår i släktet Graphium och familjen riddarfjärilar. IUCN kategoriserar arten globalt som sårbar. Inga underarter finns listade i Catalogue of Life.